# One Piece – Der Fluch des heiligen Schwerts
One Piece – Der Fluch des heiligen Schwerts (jap. ONE PIECE 呪われた聖剣, One Piece: Norowareta Seiken) ist der fünfte Kinofilm zur Anime-Serie One Piece, der auf der gleichnamigen Manga-Serie des Mangaka Eiichirō Oda basiert. Der Film wurde in Japan von Toei Animation produziert.

## Handlung
Die Strohhutpiraten sind auf der Suche nach dem Schwert der Sieben Sterne, das sich auf der Insel Aska befinden soll. Es handelt sich dabei um einen der größten Schätze der Grand Line, was auch die Marine dazu bringt, gleichzeitig nach dem Schwert zu suchen. Dazu kommt, dass auf dem Schwert ein Fluch liegt, demnach alle einhundert Jahre ein roter Mond über dem Himmel von Aska erscheint, und das Schwert danach trachtet, ihn sich wahrhaftig, in einem blutroten Meer, spiegeln zu lassen.

## Produktion und Veröffentlichung
Der Film wurde bei Toei Animation unter der Regie von Kazuhisa Takenouchi nach einem Drehbuch von Yoshiyuki Suga produziert. Noboru Koizumi war für das Charakterdesign und die künstlerische Leitung verantwortlich. Die Musik komponierte Kōhei Tanaka.
Am 6. März 2004 hatte der Film Premiere in Japan. In Deutschland erschien er am 30. September 2011 auf DVD und Blu-Ray beim Label Kazé Deutschland. Die deutsche Erstausstrahlung auf VIVA erzielte bei den 14–49-Jährigen einen Marktanteil von 1 %, insgesamt schauten den Film 120.000 Zuschauer. Eine französische Übersetzung erschien beim französischen Kazé und eine italienische wurde von Italia 1 im Fernsehen ausgestrahlt.

## Synchronisation
Die deutsche Synchronisation wurde vom Münchner Synchronstudio der PPA Film GmbH produziert. Das Dialogbuch wurde von Inez Günther geschrieben, welche ebenfalls die Synchronregie übernommen hatte.
| Rolle           | Japanischer Sprecher (Seiyū)                 | Deutscher Sprecher       |
| --------------- | -------------------------------------------- | ------------------------ |
| Monkey D. Ruffy | Mayumi Tanaka                                | Daniel Schlauch          |
| Lorenor Zorro   | Kazuya Nakai Megumi Urawa (Zorro als Kind)   | Philipp Brammer          |
| Nami            | Akemi Okamura                                | Stephanie Kellner        |
| Lysop           | Kappei Yamaguchi                             | Dirk Meyer               |
| Vinsmoke Sanji  | Hiroaki Hirata                               | Hubertus von Lerchenfeld |
| Tony Chopper    | Ikue Ōtani                                   | Martin Halm              |
| Nico Robin      | Yuriko Yamaguchi                             | Simone Brahmann          |
| Saga            | Shido Nakamura Sara Nakayama (Saga als Kind) | Manou Lubowski           |
| Maya            | Ryouka Yuzuki                                | Anke Kortemeier          |
| Baba Izaya      | Masami Hisamoto                              | Marion Hartmann          |
| Toma            | Hiroki Uchi                                  | Moritz Günther           |
| Mayor Drake     | Eiji Takemoto                                | Crock Krumbiegel         |
| Bismark         | Seiji Sasaki                                 | Frank Muth               |
| Lacos           | Fumihiko Tachiki                             | Pierre Peters-Arnolds    |
| Boo Kong        | Takeshi Aono                                 | Matthias Kupfer          |

## Comic
Der japanische Verlag Shūeisha veröffentlichte zusätzlich nach der Filmpremiere am 2. Juli 2004 zum Film einem Anime-Comic in zwei Bänden unter dem Titel Gekijōban One Piece: Norowareta Seiken (劇場版One Piece ―呪われた聖剣―) bzw. im Inhaltsverzeichnis englisch als One Piece The Movie: The Cursed Holy Sword übersetzt.